# Atentát na Kásima Solejmáního
Dne 3. ledna 2020 byl při americkém útoku bezpilotním letadlem poblíž mezinárodního letiště Bagdád zabit íránský generálmajor Kásim Solejmání.
Solejmání byl velitelem jednotek Quds, jedné z pěti složek Islámských revolučních gard, které Spojené státy americké a Evropský parlament považují za teroristickou organizaci. Solejmání byl považován za druhého nejmocnějšího muže v Íránu po nejvyšším vůdci Alímu Chamaneímu. Spolu se Solejmáním bylo zabito pět iráckých a čtyři íránští občané, včetně zástupce velitele Lidových mobilizačních sil a velitele Katáib Hizballáh Abú Mahdího al-Muhandise, který byl Spojenými státy a Spojenými arabskými emiráty označován za teroristu. Podle Pentagonu byl Solejmání „zodpovědný za smrt stovek Američanů a členů koalice a za zranění tisíců dalších“.
K náletu došlo během krize v Perském zálivu v letech 2019–2020, která začala poté, co Spojené státy v roce 2018 odstoupily od jaderné dohody s Íránem, znovu zavedly sankce a v roce 2019 obvinily Írán z podněcování k obtěžování amerických jednotek v regionu. Dne 27. prosince 2019 došlo k útoku na leteckou základnu K-1 v Iráku, která slouží iráckému a americkému personálu, při němž byl zabit americký kontraktor. Spojené státy reagovaly zahájením leteckých úderů po celém Iráku a Sýrii, při nichž údajně zahynulo 25 příslušníků hnutí Katáib Hizballáh. O několik dní později zaútočili ší'itští ozbrojenci a jejich příznivci na americké velvyslanectví v Bagdádu.
Sulejmáního smrt eskalovala napětí mezi Spojenými státy a Íránem. Írán přislíbil pomstu, zatímco USA prohlásili, že preventivně zaútočí na všechny polovojenské organizace v Iráku podporované Íránem, které budou vnímat jako hrozbu. Mezinárodní společenství vyzvalo ke zdrženlivosti a diplomacii. Dne 8. ledna 2020, pět dní po útoku, zahájil Írán sérii raketových útoků na americké jednotky v Iráku. Jednalo se o první známý přímý střet mezi Íránem a USA od námořního střetu v roce 1988.